# Les Moines lanciers du temple Hozoin
Pour plus de détails, voir Fiche technique et Distribution.
Les Moines lanciers du temple Hozoin (宮本武蔵 般若坂の決斗, Miyamoto Musashi: Hannyazaka no kettō) est un film japonais réalisé par Tomu Uchida, sorti en 1962. 
Il s'agit de la suite de La Légende de Musashi Miyamoto, le troisième volet s'intitule À deux sabres.

## Synopsis
Takezo, bientôt Miyamoto Musashi, émerge du château de Himeji après trois ans de contemplation intense et d’étude philosophique. Il commence sa quête épique pour compléter son habileté dans la Voie...

## Fiche technique
- Titre original : 宮本武蔵 般若坂の決斗 (Miyamoto Musashi: Hannyazaka no kettō?)
- Titre français : Les Moines lanciers du temple Hozoin
- Réalisation : Tomu Uchida
- Scénario : Tomu Uchida et Naoyuki Suzuki
- Photographie : Makoto Tsuboi
- Société de production : Tōei
- Musique : Taichirō Kosugi
- Pays d'origine : Japon
- Format : Couleurs - Mono
- Genre : drame, jidai-geki, chanbara
- Durée : 110 minutes
- Date de sortie : Japon : 17 novembre 1962

## Distribution
- Kinnosuke Nakamura : Miyamoto Musashi
- Wakaba Irie : Otsu
- Isao Kimura : Hon'iden Matahachi
- Chieko Naniwa : Grand-mère Osugi
- Kusuo Abe : Fuchikawa Goroku
- Rentarō Mikuni : Muneaki Takuan
- Michiyo Kogure : Okou
- Takamaru Sasaki : Terumasa Ikeda
- Seiji Miyaguchi : Bamboo craftsman Kisuke
- Harue Akagi : la femme de Kisuke

## Les films de la série
- 1961 : La Légende de Musashi Miyamoto (宮本武蔵, Miyamoto Musashi?)
- 1962 : Les Moines lanciers du temple Hozoin (宮本武蔵 般若坂の決斗, Miyamoto Musashi: Hannyazaka no kettō?)
- 1963 : À deux sabres (宮本武蔵 二刀流開眼, Miyamoto Musashi: Nitōryū kaigen?)
- 1964 : Seul contre tous à Ichijoji (宮本武蔵 一乗寺の決斗, Miyamoto Musashi: Ichijōji no kettō?)
- 1965 : Duel de l'aube (宮本武蔵 巌流島の決斗, Miyamoto Musashi: Ganryū-jima no kettō?)
- 1971 : Duel à mort (真剣勝負, Miyamoto Musashi: Shinken shobu?)